# Максим Удалов
Максим Лвович Удалов (16 юни 1966) е руски музикант, барабанист. Свирил е в групите Чёрный кофе, Металакорд, Ария, Зеница ока и Валкирия.

## Биография
Роден е през 1966 в Москва. Музикалната му кариера започва през 1985, когато Дмитрий Варшавский го кани за барабанист в Чёрный кофе. Първите му изяви с бандата са на турне в Казахстан. През пролетта на 1986 групата се разпуска и Максим и китариста Сергей Маврин започват да свирят в Металакорд. В края на годината Удалов за кратко замества Сергей Ефимов в Круиз и участва в снимките на клипа към песента „Дальный свет“. Удалов и Маврин напускат Металакорд в началото на 1987, когато се присъединяват към Ария. Още първият албум на групата в новия ѝ състав - Герой асфальта жъне успех, като от него са продадени милиони копия. В края на 1988 Удалов напуска поради конфликт с мениджърът Виктор Векщейн.
През 1989 участва в проекта „Зеница ока“. На следващата година става част от група „Валкирия“. С Максим в състава си те записват първия си демо-албум:„Валькирия взлетает“. Междувременно се занимава със звукозапис като асистент на звукорежисьора Александър Кузмичев. През 1998 се завръща в Ария за половин година като заместник на счупилия ръката си барабанист Александър Манякин. В септември 2002 Максим окончателно се завръща в групата, след като тя е напусната от Кипелов, Терентиев и Манякин. Участва в записите на албумите „Крещение огнем“, „Армагедон“, „Феникс“, както и 4 сингъла и множество концертни албуми.